# Костильники
Кости́льники — село в Україні, у Яворівському районі Львівської області. Населення становить 153 осіб. Орган місцевого самоврядування — Мостиська міська рада.